# Pi de la Creu de Can Boquet
El Pi de la Creu de Can Boquet (Pinus pinea) és un bon exemplar de pi pinyer que es troba a la Creu d'en Boquet al Parc de la Serralada Litoral, la capçada del qual és de les més imponents del susdit parc.

## Aspecte general
Presenta una capçada arrodonida, espessa i de mida considerable. El diàmetre del tronc és de 2,85 m, el de la capçada de 22 m i l'alçària de 16 m. Malgrat no conèixer-ne l'edat podem suposar que és més que centenari, probablement nascut a mitjan segle xix. És inclòs en el Decret 47/1988.

## Accés
És ubicat a Vilassar de Dalt: està situat a la cruïlla de la pista de la Carena amb la pista que uneix Vilassar de Dalt amb Can Maimó (Vilanova del Vallès) i el Pitch & Put Vallromanes. Es pot sortir des d'aquests indrets al vessant vallesà i pujar per la pista que voreja el torrent d'en Cuquet, o de Vilassar de Dalt per una de les dues pistes que s'enfilen cap a la muntanya i conflueixen uns metres abans del pi. Coordenades: x=445065 y=4597524 z=353.

## Observacions
Aquest arbre s'ha emprat com a referència de cruïlla de camins des de fa molt anys. La creu de Sant Salvador, molt a prop seu, fa actualment la mateixa funció. Abans estava en una altra ubicació i senyalitzava uns límits de termes eclesiàstics; quan aquests camins es van deixar d'utilitzar, la creu es va traslladar a la ubicació actual. En aquest indret hi ha una petita construcció que allotja un punt d'informació del Parc.